# Marea

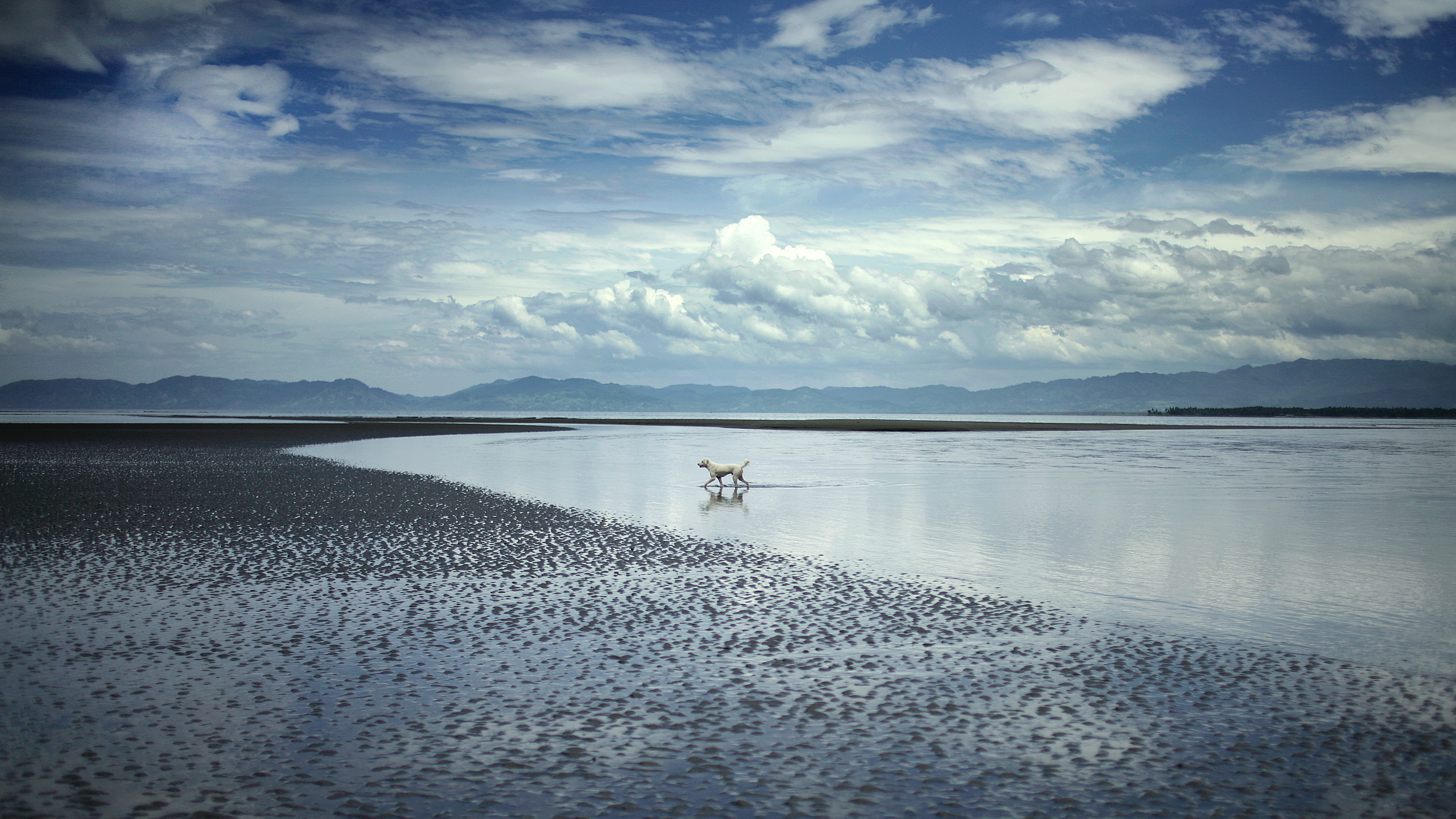
Un momento di bassa marea oceanica nelle Filippine.

La marea è un fenomeno oceanico costituito da ampie masse d'acqua (oceani, mari e grandi laghi) che si innalzano (flusso, alta marea) e si abbassano (riflusso, bassa marea) anche di 10-20 metri (nella baia di Mont Saint-Michel) con frequenza giornaliera o frazione di giorno (solitamente circa ogni sei ore, un quarto di giorno terrestre) dovuto all'attrazione gravitazionale esercitata sulla Terra dalla Luna, che, pur essendo circa duecento volte meno intensa dell'attrazione esercitata dal Sole, è la principale responsabile delle maree, in conseguenza del fatto che la misura del diametro terrestre non è del tutto trascurabile rispetto alla distanza tra la Luna e la Terra, mentre lo è rispetto alla distanza tra la Terra e il Sole.

## Descrizione
Ampiezza (detta alta e bassa marea), frequenza e orario delle maree sono legati ai suddetti fenomeni astronomici e da numerosi aspetti morfologici (superficie della massa d'acqua, forma della costa, differenza di profondità dei fondali). Le maree hanno effetto anche sul livello dei fiumi che sfociano nel mare.
Le stesse forze e gli stessi principi che regolano le maree dei corpi liquidi, agiscono pure sui corpi solidi, in particolare è stata documentata la deformazione della crosta terrestre.
Diverse motivazioni fanno sì che alcuni litorali dello stesso mare o oceano non conoscano maree di rilievo mentre su altri litorali, anche prossimi, le maree possano avere ampiezza di molto superiore a dieci metri.
Solitamente le maree hanno una frequenza legata al paesaggio. Fenomeni simili alle "onde statiche" (la marea può essere considerata un'onda estesa, detta onda di marea, di lunghezza eguale alla semicirconferenza terrestre e periodo di 12 h 25 min) fanno sì che in alcune zone costiere oceaniche non vi sia alcuna marea (per esempio in alcuni mari dell'Europa settentrionale). Mentre solitamente gli orari delle maree variano di giorno in giorno (come la variazione dell'orario della luna), esistono posti (per esempio nell'oceano Pacifico) nei quali le maree avvengono sempre negli stessi orari.
Su coste oceaniche basse e debolmente inclinate, come quelle delle aree continentali cratoniche e quelle prospicienti pianure alluvionali, l'effetto della marea porta alla sommersione e all'emersione ciclica di vaste superfici di territorio e dà luogo alla formazione di piane di marea, ambienti sedimentari caratterizzati dal trasporto di sedimento sia verso terra sia verso mare e conseguentemente da strutture sedimentarie bidirezionali. Esempi tipici sono la costa franco-olandese in Europa e quella canadese. Questi ambienti sono però diffusi su tutte le aree costiere oceaniche.
L'ampiezza effettiva del livello del mare dipende inoltre da fenomeni meteorologici per nulla legati alle maree, ma che ne esaltano gli effetti. In particolare si tratta degli effetti del vento (soffiando verso la costa innalza il livello del mare sui litorali, soffiando verso il largo abbassa il livello presso i litorali) nonché di differenziali di pressione atmosferica tra il mare aperto e la zona costiera.
Il fenomeno della risonanza della marea, molto bene documentato nella Baia di Fundy, è dovuto al fatto che l'onda di marea viene riflessa dalla costa di una baia e incontra la successiva onda di marea che arriva dall'oceano. In tal modo le due onde si sommano formando delle ampiezze di marea particolarmente forti. Il caso opposto avviene quando l'onda di marea riflessa incontra l'onda di marea sfasata (il massimo di marea incontra il minimo di marea o viceversa) rendendo minime le variazioni del livello del mare.
Le maree possono anche essere utilizzate per produrre energia.

## Spiegazione scientifica
(Karl Raimund Popper, Poscritto alla Logica della scoperta scientifica [1983], trad. it. di M. Benzi, pag. 216, Il Saggiatore, 2009)

### Effetto della Luna

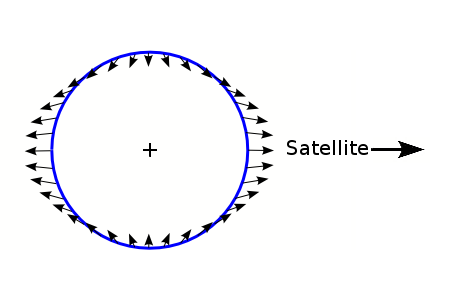
Le forze di marea sulla superficie terrestre.

Considerando per semplicità soltanto la Luna e trascurando per ora gli altri corpi del sistema solare, la forza che provoca le maree risulta dalla risultante di tre forze: l'attrazione gravitazionale esercitata dalla Terra su ciò che si trova sulla superficie terrestre, l'attrazione gravitazionale esercitata dalla Luna sulla Terra e la forza centrifuga dovuta alla rotazione della Terra intorno al centro di massa del sistema Terra-Luna (che si trova a circa 4.700 km dal centro della Terra, e circa 1.700 km sotto la superficie terrestre).
Al centro della Terra queste tre forze si annullano esattamente. 
Consideriamo un punto della superficie terrestre rivolta verso la Luna. Qui agiscono tre forze: una forza gravitazionale verso il centro della Terra, una forza gravitazionale verso il centro della Luna e una forza centrifuga esercitata dal centro di massa del sistema Terra-Luna, che ha la stessa direzione e verso della forza centripeta verso la Luna. Le due componenti che agiscono parallelamente in direzione della Luna sono sufficientemente intense da provocare il fenomeno delle maree, nonostante la forza gravitazionale terrestre: la sommatoria risultante è infatti una forza diretta verso la Luna che provoca l'innalzamento del livello del mare. Contemporaneamente, in un punto della superficie terrestre opposto rispetto alla faccia rivolta verso la Luna, possiamo osservare che: la forza gravitazionale lunare agisce contro l'innalzamento della marea, parallelamente alla forza gravitazionale terrestre; tuttavia, la forza centrifuga del centro di massa del sistema Terra-Luna agisce in verso opposto alle altre due ed è maggiore in intensità grazie alla maggiore distanza di tale superficie dal centro di massa stesso. Per tale motivo, anche in questa parte della Terra, opposta alla superficie esposta verso la Luna, osserviamo un innalzamento della marea. 
Ne consegue un innalzamento del mare sia sul lato della Terra rivolto verso la Luna, sia sul lato opposto (la cosiddetta "seconda gobba" della marea). Ecco perché l'alta e la bassa marea si alternano all'incirca due volte al giorno, e non una come potrebbe suggerire un'analisi superficiale.
Risultando dalla differenza tra due forze quasi uguali tra loro, l'intensità della forza di marea è alquanto minore di quella di ciascuna delle due forze prese singolarmente (matematicamente parlando, si tratta di un effetto di secondo ordine). Sulla superficie della Terra essa vale circa un decimilionesimo della forza di gravità. Tale forza, apparentemente piccolissima, è però sufficiente a produrre effetti giganteschi a causa dell'enorme massa d'acqua su cui agisce.
Per una spiegazione dettagliata vedi: Tidal forces

#### Calcolo dettagliato

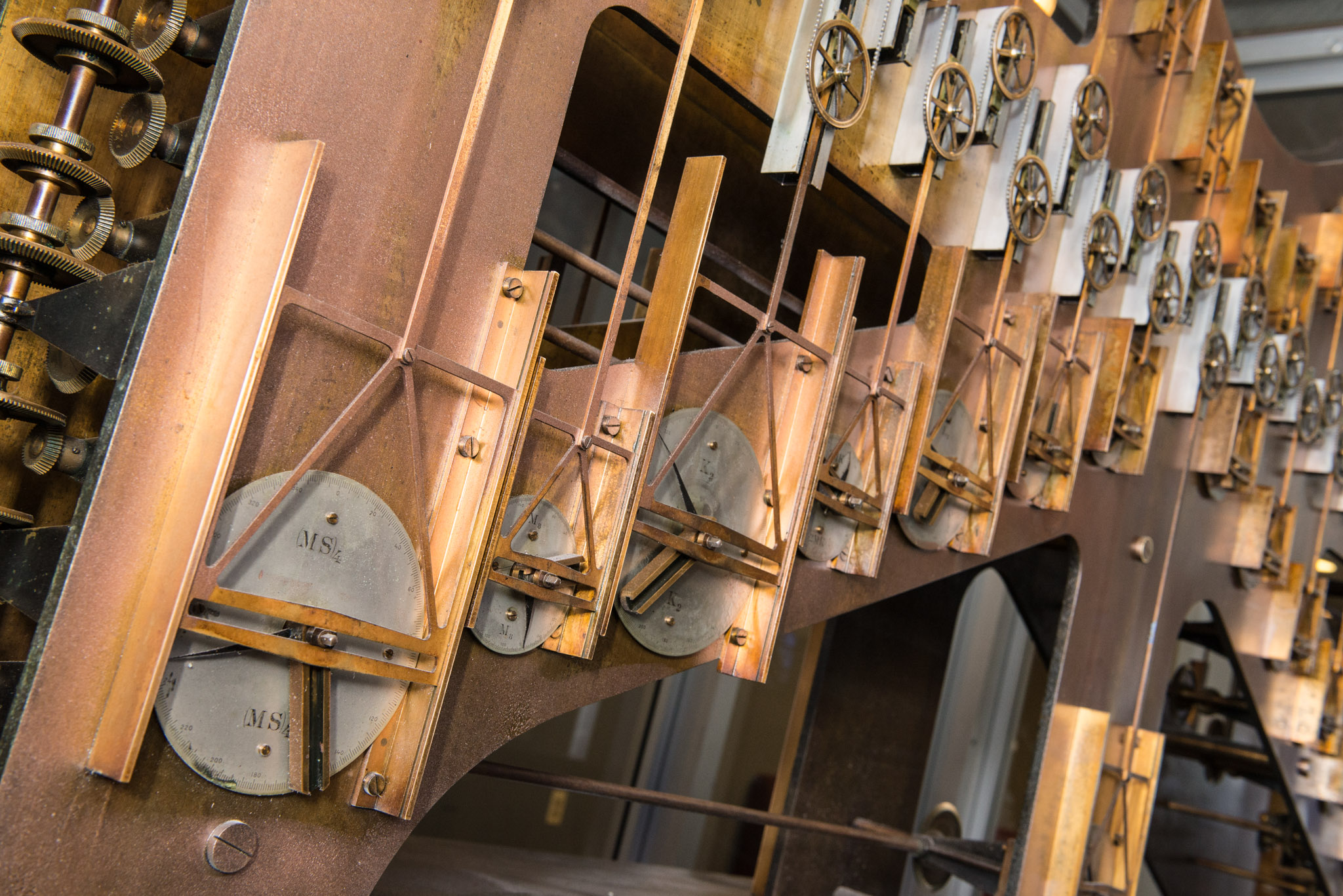
Macchina per la predizione delle maree, utilizzata dal governo degli Stati Uniti dal 1910 al 1965.

In un qualunque punto della superficie terrestre, il potenziale gravitazionale esercitato dalla Terra e dalla Luna è
{\displaystyle P_{G}=-\,{\frac {GM_{T}}{r_{T}}}-{\frac {GM_{L}}{r_{L}}}}
dove G è la costante di gravitazione universale, MT la massa della Terra, ML la massa della Luna, rT la distanza dal centro della Terra, rL la distanza dal centro della Luna. A esso va aggiunto il potenziale della forza centrifuga:
{\displaystyle P_{C}=-{\frac {1}{2}}\omega ^{2}r^{2}}
dove ω è la velocità di rotazione del sistema Terra-Luna, mentre r è la distanza dal centro di massa di tale sistema. ω si può ricavare uguagliando l'accelerazione del centro della Terra dovuta alla rotazione con quella prodotta dall'attrazione gravitazionale della Luna:
{\displaystyle a_{T}=\omega ^{2}r_{C}={\frac {GM_{L}}{d_{TL}^{2}}}}
dove rC è la distanza del centro della Terra dal centro di massa del sistema, mentre dTL è la distanza tra il centro della Terra e quello della Luna.
Inoltre, applicando il teorema del coseno, r e rL si possono scrivere rispettivamente come
{\displaystyle r={\sqrt {r_{T}^{2}+r_{C}^{2}-2r_{T}r_{C}\cos \theta }}}
{\displaystyle r_{L}={\sqrt {r_{T}^{2}+d_{TL}^{2}-2r_{T}d_{TL}\cos \theta }}}
dove θ è l'angolo tra la linea che congiunge il centro della Terra con il punto in cui si calcola il potenziale e quella che congiunge il centro della Terra con quello della Luna (si noti che anche il centro di massa del sistema si trova su quest'ultima linea). Sviluppando in serie di Maclaurin otteniamo quindi
{\displaystyle {\frac {1}{r_{L}}}=\left(r_{T}^{2}+d_{TL}^{2}-2r_{T}d_{TL}\cos \theta \right)^{-1/2}=}
{\displaystyle ={\frac {1}{\sqrt {r_{T}^{2}+d_{TL}^{2}}}}\left(1-{\frac {2r_{T}d_{TL}}{r_{T}^{2}+d_{TL}^{2}}}\cos \theta \right)^{-1/2}=}
{\displaystyle ={\frac {1}{\sqrt {r_{T}^{2}+d_{TL}^{2}}}}\left(1+{\frac {r_{T}d_{TL}}{r_{T}^{2}+d_{TL}^{2}}}\cos \theta +{\frac {3r_{T}^{2}d_{TL}^{2}}{2\left(r_{T}^{2}+d_{TL}^{2}\right)^{2}}}\cos ^{2}\theta +{\frac {5r_{T}^{3}d_{TL}^{3}}{2\left(r_{T}^{2}+d_{TL}^{2}\right)^{3}}}\cos ^{3}\theta +\ldots \right)}
e sostituendo nell'espressione del potenziale
{\displaystyle P=P_{G}+P_{C}=-\,{\frac {GM_{T}}{r_{T}}}\,-\,{\frac {GM_{L}}{\sqrt {r_{T}^{2}+d_{TL}^{2}}}}\,-\,{\frac {GM_{L}r_{T}d_{TL}}{\left(r_{T}^{2}+d_{TL}^{2}\right)^{3/2}}}\cos \theta \,-\,{\frac {3GM_{L}r_{T}^{2}d_{TL}^{2}}{2\left(r_{T}^{2}+d_{TL}^{2}\right)^{5/2}}}\cos ^{2}\theta \,-}
{\displaystyle -\,{\frac {5GM_{L}r_{T}^{3}d_{TL}^{3}}{2\left(r_{T}^{2}+d_{TL}^{2}\right)^{7/2}}}\cos ^{3}\theta -\ldots -{\frac {GM_{L}}{2r_{C}d_{TL}^{2}}}\left(r_{T}^{2}+r_{C}^{2}-2r_{T}r_{C}\cos \theta \right)=}
{\displaystyle =costante+GM_{L}r_{T}\left({\frac {1}{d_{TL}^{2}}}-{\frac {d_{TL}}{\left(r_{T}^{2}+d_{TL}^{2}\right)^{3/2}}}\right)\cos \theta \,-}
{\displaystyle -\,{\frac {3GM_{L}r_{T}^{2}d_{TL}^{2}}{2\left(r_{T}^{2}+d_{TL}^{2}\right)^{5/2}}}\cos ^{2}\theta -{\frac {5GM_{L}r_{T}^{3}d_{TL}^{3}}{2\left(r_{T}^{2}+d_{TL}^{2}\right)^{7/2}}}\cos ^{3}\theta -\ldots =}
{\displaystyle =costante\,+\,0,08717\ m^{2}s^{-2}\cos \theta \,-\,5,256\ m^{2}s^{-2}\cos ^{2}\theta \,-\,0,1452\ m^{2}s^{-2}\cos ^{3}\theta \,+\,\ldots }
avendo utilizzato i seguenti valori numerici:
- G = 6,674 · 10−11 kg−1m3s−2
- ML = 7,348 · 1022 kg
- rT = 6,3728 · 106 m (valore medio)
- dTL = 3,844 · 108 m (valore medio)

Indicando con ΔP i termini non costanti del potenziale, si ottiene
{\displaystyle \Delta P(\cos \theta =0,0083)=0,00036\ m^{2}s^{-2}} (valore massimo)
{\displaystyle \Delta P(\cos \theta =1)=-5,314\ m^{2}s^{-2}}
{\displaystyle \Delta P(\cos \theta =-1)=-5,198\ m^{2}s^{-2}}
per cui il potenziale è minimo nel punto della superficie terrestre rivolto verso la Luna e nel punto opposto, mentre è massimo nella direzione approssimativamente perpendicolare (cosθ = 0,0083 corrisponde a un angolo di 89°30'). Ai minimi corrisponde l'alta marea (il livello dell'acqua si innalza per compensare la differenza di potenziale), al massimo la bassa marea,
Dividendo per il valore medio dell'accelerazione di gravità sulla superficie terrestre, g = 9,8 ms−2, otteniamo anche il valore teorico dell'ampiezza di marea:
{\displaystyle {\frac {\Delta P(\cos \theta =1)-\Delta P(\cos \theta =0,0083)}{g}}=0,54\ m}

### Effetto del Sole
Il Sole esercita sulla Terra una forza di marea analoga a quella esercitata dalla Luna; poiché però la distanza Terra-Sole è maggiore (mediamente circa 390 volte) della distanza Terra-Luna, sebbene il Sole abbia una massa molto maggiore della Luna, la forza di marea del Sole risulta pari solo al 46% circa di quella della Luna. Anche gli altri pianeti del sistema solare esercitano una forza di marea, ma avendo una massa molto inferiore a quella del Sole, l'entità di tali forze è del tutto trascurabile (meno di un decimillesimo della forza di marea della Luna).
A seconda della posizione relativa di Terra, Sole e Luna, la forza di marea del Sole può agire nella stessa direzione di quella della Luna oppure in direzione a essa perpendicolare: ne risulta un rafforzamento della marea quando i due astri si trovano in congiunzione (Luna nuova) o in opposizione (Luna piena), e un suo indebolimento quando si trovano in quadratura (primo o ultimo quarto). L'ampiezza delle maree perciò aumenta e diminuisce ciclicamente, con un periodo di circa quindici giorni.

### Altri effetti
Per il calcolo preciso dell'ampiezza, della frequenza e dell'orario delle maree in un determinato momento dell'anno e in un determinato punto della superficie terrestre, occorre tenere conto di diversi aspetti:
- Aspetti astronomici
  - la Luna: la sua massa, il suo passaggio, la sua distanza, l'inclinazione della sua orbita sul piano equatoriale;
  - il Sole: la sua massa, la sua distanza, l'inclinazione della sua orbita sul piano equatoriale.
- Aspetti geografici
  - superficie delle acque;
  - differenziale di profondità dei fondali;
  - forma a cuneo delle baie.
- Aspetti meteorologici (agiscono indipendentemente dalle maree, ma in alcune combinazioni le possono rendere catastrofiche per le attività dell'uomo)
  - intensità e direzione dei venti;
  - gradiente di pressione atmosferica.

Questi aspetti possono, in alcune località, determinare un'ampiezza di marea superiore anche di decine di volte al valore teorico calcolato sopra.
Gli effetti della marea nei fiumi che sfociano su coste interessate da ampie maree, dipendono (oltre che dalla marea a livello costiero) anche da:
- pendenza;
- profondità;
- larghezza.

In alcuni fiumi francesi gli effetti delle maree si riscontrano anche a più di cento chilometri dalla costa.

### Periodicità delle maree
Il ciclo delle maree determinato dall'attrazione della Luna si ripete approssimativamente due volte al giorno: il picco di alta marea si verifica mediamente ogni 12 ore e 25 minuti circa, così come il picco di bassa marea, sfalsati tra di loro di poco più di 6 ore (Dopo circa 6 ore da un picco di alta marea si ha un picco di bassa marea; dopo circa altre 6 ore si ha il secondo picco di alta marea, e dopo circa 6 ore il secondo picco di bassa marea). 
Questo accade perché, mentre la Terra compie un giro su se stessa ogni 24 ore circa (il giorno siderale medio è precisamente di 23h56'04"), contemporaneamente la Luna orbita intorno alla Terra compiendo un giro in poco meno di un mese (27 giorni e 7h43'12"). Perciò, nell'intervallo tra due passaggi successivi della Luna sullo stesso meridiano, la Terra non deve ruotare solo di 360°, ma di circa 375°30' per compensare i 15°30' di cui la Luna si è spostata nel frattempo, cioè la Terra deve compiere circa un ventiquattresimo di giro in più. Il valore preciso varia leggermente perché, essendo l'orbita lunare un'ellisse, la velocità orbitale della Luna non è costante: il valore medio è 375°34'6". Il tempo corrispondente è 24h54'33". L'intervallo medio teorico tra due picchi di marea successivi (entrambi di alta o di bassa) è quindi la metà di questo, ossia 12 ore, 27 minuti e 17 secondi.

### Effetti delle maree dovute agli stretti
I mari interni (come il Mar Mediterraneo) non registrano forti maree, d'altro canto le maree hanno grande importanza nei pressi degli stretti (come lo Stretto di Gibilterra) in quanto creano forti correnti alternanti tra l'oceano e il mare interno, favorendo così pure un ricambio dell'acqua del mare interno. Un effetto ancor più interessante si può evidenziare nello stretto di Messina dove le maree sviluppano delle correnti (cosiddette di marea) che corrono periodicamente (circa ogni 6 ore) prima lungo un senso dello stretto e in seguito nel senso opposto (corrente "montante" e corrente "scendente", a seconda della provenienza da sud o da nord).

### Effetti delle maree sui fiumi
L'onda di marea non si arresta alla foce dei fiumi ma li risale. L'ampiezza può crescere quando il fiume si restringe e viene attenuata in presenza di bassi fondali o fiumi stretti per via dell'attrito tra acqua e fondali e rive. Non sono rari effetti legati al fenomeno della risonanza dell'onda di marea.
In presenza di forti maree, basse pendenze di ampi fiumi, l'onda di marea può manifestarsi anche a più di cento chilometri dalla foce. Gli orari delle maree fluviali sono molto sfasati rispetto all'orario della marea che le generano. Ciò dipende dalla velocità di propagazione dell'onda di marea, la quale velocità è a sua volta legata alla profondità e larghezza del fiume. Ad esempio questo fenomeno è ricorrente in Francia, nel dipartimento della Gironda, sui fiumi Dordogna e Garonna, dove il fenomeno è noto con il nome di mascaret. Nello stato brasiliano del Pará, alla foce del Rio delle Amazzoni, il fenomeno è chiamato pororoca e genera onde che si allungano per 13 km.
Tale fenomeno è estremamente evidente in Cina sul fiume Qian Tang Jiang, nei pressi da Hangzhou, dove l'ondata di risalita può raggiungere ragguardevoli dimensioni (sono state registrate onde fino a 9 metri). In tale regione il fenomeno è particolarmente intenso tra agosto e ottobre e attira migliaia di turisti, ma data l'incontrollabilità del fenomeno, ogni anno si registrano diversi decessi.

### Rallentamento della rotazione terrestre
Gli attriti tra gli oceani e i litorali, causati dalle maree,
portano a un continuo rallentamento della rotazione terrestre, dell'ordine di una ventina di microsecondi per anno, cambiamento di interesse esclusivamente per l'astronomia e coloro che si occupano della definizione e misurazione del tempo.

### Previsione delle maree
Le previsioni delle maree devono tener conto sia degli aspetti astronomici, sia di quelli geografici nonché di quelli meteorologici. I più importanti sono i primi due aspetti, per i quali esistono diversi "tipi" di maree (nonché zone in cui il fenomeno delle maree è praticamente inesistente).

### La regola dei dodicesimi
L'innalzamento (durante una marea montante) e l'abbassamento (durante una marea discendente o calante) del livello del mare, può essere, in prima approssimazione, descritto con curva sinusoidale. La descrizione esatta dell'andamento del livello del mare e delle correnti di marea risulta un compito complesso in quanto il fenomeno non dipende soltanto dalle condizioni astronomiche, ma anche da fenomeni locali, quali la disposizione del fondale e di ostacoli, che alterano il flusso dell'acqua e quindi le correnti di marea e l'innalzamento o l'abbassamento del livello del mare. Tuttavia spesso per le applicazioni pratiche, come ad esempio nella maggior parte dei casi in cui è necessario conoscere il livello dell'acqua ai fini della navigazione, non è necessaria una conoscenza esatta dello stato della marea ed è sufficiente avere una stima del livello dell'acqua. Per far ciò, bisogna innanzitutto conoscere, nel luogo di interesse, gli orari della bassa marea e dell'alta marea e i loro rispettivi livelli. I livelli sono misurati a partire da un livello di riferimento, che è lo stesso usato nelle carte nautiche per indicare le profondità (in diverse nazioni sono utilizzati livelli di riferimento diverso, ma fintanto che si utilizzano carte e tabelle di marea che utilizzano lo stesso livello di riferimento il valore ottenuto è quello corretto).
Per conoscere questi dati, si ricorre a delle apposite tabelle, dette tabelle o tavole di marea, che riportano, per i porti principali, giorno per giorno questi dati, calcolati in base a dati astronomici e ai dati storici delle maree precedenti. Se il luogo di interesse non è uno dei porti principali per cui sono dati direttamente questi dati, ma si tratta di un porto secondario, un'apposita tabella riporta, in modo più generico, qual è l'anticipo o il ritardo dell'alta e della bassa marea rispetto al porto principale più vicino e la differenza nei livelli. Nel caso in cui il punto in questione non si trovi neppure in un porto secondario, si farà riferimento al porto secondario più vicino.
Una volta noti questi dati, si conoscono pertanto l'orario della bassa marea e il suo livello e l'orario della alta marea e il suo livello. Per sapere in un orario intermedio quale sia il livello si può calcolare la differenza tra il livello dell'alta e della bassa marea e aggiungere al livello di bassa marea l'innalzamento calcolato, per l'ora desiderata, calcolata applicando la regola approssimativa detta dei dodicesimi, la quale dice (partendo da una bassa marea):
- nel primo sesto del periodo, il livello dell'acqua sale di un dodicesimo;
- nel secondo sesto del periodo, il livello dell'acqua sale di due dodicesimi;
- nel terzo sesto del periodo, il livello dell'acqua sale di tre dodicesimi;
- nel quarto sesto del periodo, il livello dell'acqua sale di tre dodicesimi;
- nel quinto sesto del periodo, il livello dell'acqua sale di due dodicesimi;
- nel sesto sesto del periodo, il livello dell'acqua sale di un dodicesimo.

I dodicesimi fanno riferimento alla differenza (in metri) tra i due estremi di marea.
Una regola analoga può essere scritta per il periodo compreso tra un'alta marea e una bassa marea, nel qual caso il livello dell'acqua scende al posto di salire.
Le maree sono innalzamenti e abbassamenti del livello delle acque che si ripetono con regolarità due volte al giorno. si chiama bassa marea il momento di altezza minima del livello marino, alta marea quello di altezza massima.
Come esempio si può portare un'ipotetica marea (simile a quelle riscontrate in alcune località del Canale della Manica bretone) dove tra la bassa e l'alta marea il livello del mare monta di 12 metri nel giro di circa 6 ore:
- nella prima ora il mare sale di 1 metro;
- nella seconda ora il mare sale di 2 metri;
- nella terza ora il mare sale di 3 metri (5 cm al minuto, ovvero 1 centimetro ogni 12 secondi);
- anche nella quarta ora il mare sale di 3 metri;
- poi attenua la velocità, salendo nella quinta ora di "soli" 2 metri;
- e nella sesta ora di un solo metro.

Se la marea montante ricopre una spiaggia, si può calcolare la velocità con la quale il mare si avvicina alla costa. Minore la pendenza della spiaggia e maggiore la velocità. Non sono rari i casi di bagnanti, escursionisti o lavoratori rimasti sorpresi dalla marea montante, rischiando di annegare anche a chilometri dalla riva. Nei pressi di Mont-Saint-Michel il mare ricopre in alcune occasioni all'anno circa 10-15 chilometri di spiaggia, il che vuol dire che nei momenti centrali del ciclo (e dunque per circa due ore di seguito) il mare avanza verso la costa a una velocità media di 3–4 km/h e, a seconda della pendenza della spiaggia, tale velocità può essere anche sensibilmente maggiore.

### Maree con frequenza di circa dodici ore
È il tipo di marea che meglio segue le regole astronomiche semplici.
È applicabile alle maree presenti nel Mar Mediterraneo, nonché sulle coste francesi,
nel Canale della Manica e altri litorali europei ed extraeuropei.
La maggiore differenza tra l'alta e la bassa marea viene spiegata con il passaggio della luna al meridiano, che avviene con periodo leggermente superiore alle 24 ore a causa dei moti combinati di rotazione terrestre e rivoluzione lunare, cosicché il periodo principale delle maree è di circa 12 ore 25 minuti. Il che vuol dire che per circa 6 ore il livello del mare scende, per poi risalire per altrettante ore.
La seconda componente è legata alle fasi lunari: in prossimità delle lune nuova e piena le maree sono massime in rapporto ai quarti di luna. Questo ciclo ha dunque un periodo pari a metà del ciclo lunare e dunque circa 14 giorni.
Una terza componente è legata all'inclinazione del sole sul piano equatoriale. Minore è l'inclinazione e maggiore l'ampiezza della marea. Ciò significa che in prossimità degli equinozi
le maree sono maggiori, mentre in prossimità dei solstizi invernale e estivo le maree sono minori.
Ulteriori componenti sono l'inclinazione della luna sul piano equatoriale, la distanza della luna e la distanza del sole, ecc. Ciò porta in particolare a un quarto ciclo di circa 4 anni e mezzo.
Tenendo conto solo delle prime quattro componenti si ottiene che nell'arco di 4 anni e mezzo si osservano verso marzo, aprile, settembre e ottobre, in prossimità del plenilunio e novilunio, due volte in tali giorni, delle maree di notevolissima ampiezza, vicine ai massimi teorici.
Se si esclude la quarta componente, si capisce che ogni anno, nei pleniluni e noviluni prossimi agli equinozi si possono osservare le maree maggiori dell'anno.

## Aspetti
La presenza di forti maree può determinare - permettendo, impedendo o condizionando - le attività dell'uomo.
Permette attività economiche particolari, come la raccolta di molluschi sui banchi di sabbia lasciati liberi dalle acque
(da qui la forte produzione, adesso industriale, di ostriche, mitili e capesante sulle coste bretoni).
Già secoli or sono, in Bretagna si sfruttava la marea per mettere in moto mulini. Tali mulini vennero in seguito dismessi, ma lo stesso principio viene oggi applicato per la produzione di energia elettrica tramite sbarramenti dove il movimento delle maree fa girare le turbine.
Dove la marea assume proporzioni apprezzabili (almeno 2 m) è possibile usare il variare del livello del mare per improvvisare un bacino di carenaggio di fortuna: se l'imbarcazione ha una chiglia sufficientemente robusta e della forma adatta, si può lasciare arenare la barca su idoneo fondale, onde effettuare brevi pulizie e manutenzioni, prima che l'alta marea successiva riporti lo scafo in condizioni di galleggiamento.
La forte ampiezza delle maree attrae sulle coste interessate dal fenomeno forme di turismo particolare (si pensi al divertimento dei bambini di farsi sollevare su un canotto dalla marea).

## Aspetti storici
Nella cultura occidentale e mediterranea in particolare, il fenomeno delle maree è stato descritto fin dagli antichi greci e collegato correttamente al ciclo lunare. 
Primi resoconti di navigatori che avevano oltrepassato lo Stretto di Gibilterra, come quello di Pitea, parlavano di incredibili maree che avvenivano oltre tale stretto. Incredibili in particolare in quanto nel Mar Mediterraneo le ampiezze erano nell'ordine di grandezza del metro, mentre nelle coste presso la Manica superavano l'immaginazione di allora. La spedizione di Alessandro Magno, d'altra parte, fece conoscere al mondo greco le maree dell'Oceano Indiano. 
L'interesse per il fenomeno suscitato da queste spedizioni portò a elaborare una teoria astronomica del fenomeno che fu esposta in un'opera perduta di Posidonio, sulla quale abbiamo varie testimonianze, la più importante delle quali è di Prisciano Lidio.
Una spiegazione del ciclo mensile della marea basata sulla combinazione delle azioni della Luna e del Sole riappare in opere medievali, come quella di Jacopo Dondi, e della prima età moderna, come quelle di Federico Crisogono e Marcantonio de Dominis. Dopo la sistemazione della meccanica operata da Isaac Newton fu possibile inserire queste spiegazioni nello stesso quadro unitario che spiegava il moto dei pianeti.

### Il mito nordico delle maree
La mitologia norrena ha un mito per spiegare l'esistenza delle maree.
Si racconta che un giorno il dio Thor, insieme con il fratellastro Loki, Thjálfi e Röskva, intraprese un viaggio verso lo Jǫtunheimr, finché arrivò alla corte del re Útgarða-Loki. Là il dio e il sovrano intrapresero una serie di sfide per determinare chi fosse il più forte:
Loki sfidò Logi in una competizione su chi avesse mangiato più velocemente, Thjálfi sfidò Hugi in una gara di corsa, e il dio Thor sfidò il sovrano a bere da un corno. Útgarða-Loki sostenne che uno dei loro uomini poteva agilmente bere il contenuto di quel corno con un sorso, i meno abili con due, e sicuramente tutti con tre.
Allora il figlio di Odino trasse un grande sorso e vide che il livello del corno si era abbassato di poco, ne trasse un secondo e vide che il livello si era abbassato ancora meno, allora indispettito dalle parole del gigante il suo terzo sorso fu decisamente più grande degli altri due ma non bastò ancora a vuotare il corno. Il dio allora si sentì umiliato e venne sfidato a sollevare un grosso gatto grigio. Quanto più il dio cercava di sollevarlo, tanto il gatto curvava la sua schiena. Thor si sforzò al massimo ma non ottenne altro che sollevare una delle quattro zampe del gatto.
Dopo questa sfida il dio si propose di combattere contro uno degli uomini di Útgarða-Loki, allora quest'ultimo, deridendolo gli propose di combattere contro la sua vecchia balia Elli, ammonendolo che questa aveva piegato uomini ben più forti di lui. Dopo uno scontro molto acceso il dio resistette piegando solamente un ginocchio. Allora il sovrano interruppe lo scontro asserendo che non era il caso che Thor sfidasse altra gente nella sua casa.
Il dio si sentì umiliato e non parlarono più della sua potenza e delle sconfitte ma festeggiarono con un banchetto. Il giorno seguente, essendo in disparte sia Thor sia Útgarða-Loki, quest'ultimo spiegò al dio di averlo ingannato: raccontò che Logi era il fuoco e aveva ovviamente battuto Loki, Hugi era il suo pensiero e ovviamente correva più veloce di Thjálfi, il gatto non era tale ma era Miðgarðsormr, il serpente che circonda tutta la Terra, pertanto il dio l'aveva sollevato così tanto che quasi era arrivato al cielo, la vecchia che Thor è riuscito a fronteggiare piegando solo un ginocchio era nientemeno che la vecchiaia, pertanto il dio aveva compiuto un'impresa prodigiosa resistendo.
Infine, per quanto concerne la sfida del corno, Útgarða-Loki spiegò al dio che la fine del corno era collegata con il mare, pertanto era stata un'impresa stupefacente che egli avesse tratto sorsate così grandi da far abbassare il livello del mare, e pertanto aveva creato le maree.